# Washita River
Washita – rzeka w USA, w stanie Oklahoma, o długości 1007 km.
Źródła rzeki znajdują się na Wielkich Równinach, a uchodzi ona do rzeki Red River. Jej główny dopływ to Wildhorse. Większe miasta leżące nad rzeką – Clinton, Anadarko, Cheyenne, Chickasha. Rzeka jest wykorzystywana do produkcji energii elektrycznej.
27 listopada 1868 miała miejsce masakra nad Washita River.